# جک مور
جک مور (انگلیسی: Jack Mower؛ ۵ سپتامبر ۱۸۹۰ – ۶ ژانویهٔ ۱۹۶۵) یک هنرپیشه اهل ایالات متحده آمریکا بود.
از فیلم‌ها یا برنامه‌های تلویزیونی که وی در آن نقش داشته است می‌توان به مردی از آلامو، قتل شبه عمد، شوک، کلبه عمو تام اشاره کرد.